# Kamogawa

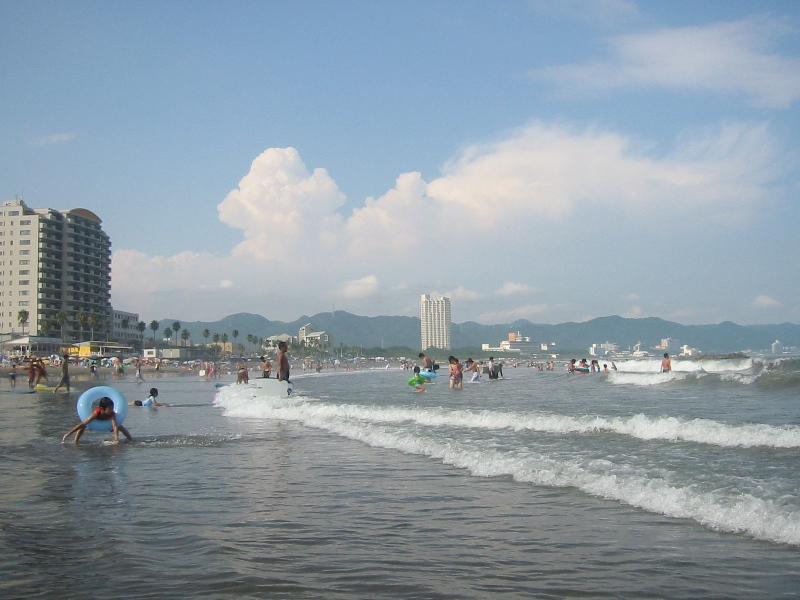

Kamogawa ( 鴨川市; -shi) é uma cidade japonesa localizada na província de Chiba.
Em 2003 a cidade tinha uma população estimada em 37 018 habitantes e uma densidade populacional de 194 h/km². Tem uma área total de 191,30 km² (note-se, contudo, que houve alterações recentes, com a fusão da cidade com Amatsukominato).
Recebeu o estatuto de cidade a 31 de Março de 1971.
A 11 de Fevereiro de 2005 a antiga vila de Amatsukominato do distrito de Awa foi fundida com Kamogawa.

## Cidades-irmãs
- Manitowoc, EUA
- Minobu, Japão